# Slag bij Liberty
De Slag bij Liberty vond plaats op 17 september 1861 in Clay County, Missouri tijdens de Amerikaanse Burgeroorlog. Andere namen zijn de Slag bij Blue Mills Landing of de Slag bij Blue Mills. De Noordelijken konden de oversteek van Zuidelijke versterkingen voor Sterling Price bij de samenvloeiing van de Blue River met de Missouri niet voorkomen.

## Achtergrond
Na de overwinning in de Slag bij Wilson's Creek probeerde Price de controle te veroveren over Missouri. Noordelijke troepen bewaakten de vitale Hannibal and St. Joseph spoorweg met als eindhalte St. Joseph, Missouri. Deze troepen vertrokken uit de stad om de eenheden van Price te bevechten. Na hun vertrek werd de stad verwoest door Zuidelijke sympathisanten.
Op 15 september vertrokken ongeveer 3.500 mannen van de Missouri State Guard vanuit St. Joseph naar Lexington. Tegen die avond stuurde Price generaal David Rice Atchison naar de 3.500 mannen om ze de Blue River te helpen oversteken bij Liberty.
De 16th Illinois Infantry en de 39th Ohio regiment werden naar Liberty gestuurd om de stad te vrijwaren van Zuidelijke interventie. Op hetzelfde ogenblik stuurde de Noordelijke luitenant-kolonel John Scott ook een kleine eenheid van 570 soldaten en één zesponder naar Liberty. Op 16 september bivakkeerde Scott op ongeveer 15 km van Liberty toen hij in de verte artillerievuur hoorde.

## De slag
Rond twee uur in de ochtend van 17 september brak luitenant-kolonel Scott het kamp op. Scotts mannen arriveerden rond 07.00 uur in Liberty. Hij stuurde verkenners uit om de vijand te lokaliseren waarna rond 11.00 uur de eerste schoten gelost werden. Rond de middag marcheerde Scott 8 km in de richting van de gevechten.
Generaal Atchison stelde zijn mannen op in struiken langs de beide zijden de weg die naar Blue Mills oversteek liep. Rond 15.00 uur troffen de beide legers elkaar. Atchinson kon Scott langs beide zijden aanvallen.
Scotts artillerie vuurde twee salvo’s met kartetsen af, die veel schade aanrichtten. Een salvo van de State Guards doodde echter de meeste kanonniers. Scott trok zijn troepen terug naar Liberty. Atchison viel de rechterflank van Scott aan, waarbij er zwaar gevochten werd. De Noordelijke troepen trokken zich al vechtend terug, waarbij ze al hun gewonden meenamen. Hun munitiewagens moesten ze achterlaten. De achtervolging werd nog enkele ogenblikken volgehouden, maar uiteindelijk staakte Atchison de aanval.
Scotts troepen bereikten Liberty een uur na zonsondergang. Atchison en de State Guards staken de rivier over. Ze versterkten het leger van Price en trokken samen op naar Lexington. Nadat de Zuidelijke troepen vertrokken waren, keerden de Noordelijken terug naar het slagveld om hun doden te begraven.
De gevechten bij Blue Mills Landing duurden ongeveer een uur. De Noordelijke verloren 56 doden en gewonden. De Zuidelijken hadden 70 slachtoffers te betreuren. Onder deze slachtoffers was Theodore Duncan. Hij was pas gepromoveerd van kapitein naar kolonel. Van de 16 Noordelijke officieren waren er 10 gesneuveld of gewond.